# Shannon Woodward
Shannon Marie Woodward (ur. 17 grudnia 1984 w Phoenix) – amerykańska aktorka, która wystąpiła m.in. w serialach Westworld i Dorastająca nadzieja.

## Filmografia

### Filmy
| Rok  | Tytuł                         | Rola                | Uwagi |
| ---- | ----------------------------- | ------------------- | ----- |
| 2005 | Man of the House              | Emma Sharp          |       |
| 2005 | W ciszy                       | Fiona               |       |
| 2007 | Sunny & Share Love You        | Dziewczyna na ulicy |       |
| 2007 | Sportowy film                 | Emily               |       |
| 2008 | The Haunting of Molly Hartley | Leah                |       |
| 2009 | The Shortcut                  | Lisa                |       |
| 2010 | Girlfriend                    | Candy               |       |
| 2013 | Tylko dla dorosłych           | Candace             |       |
| 2014 | Niezły Meksyk                 | Tracy               |       |
| 2015 | The Breakup Girl              | Claire              |       |
| 2016 | Powrót do Heaven's Veil       | Jill                |       |
| 2017 | Nocna jazda                   | Lois                |       |
| 2019 | Oda do radości                | Liza                |       |
| 2021 | Happily                       | Carla               |       |

### Telewizja
| Rok        | Tytuł                                | Rola                          | Uwagi               |
| ---------- | ------------------------------------ | ----------------------------- | ------------------- |
| 1995       | Family Reunion: A Relative Nightmare | Leigh Dooley                  | film TV             |
| 1996       | Tornado!                             | Lucy                          | film TV             |
| 1997       | True Women                           | młoda Cherokee Woods (13 lat) | film TV             |
| 2001–2002  | Grounded for Life                    | Kristina                      | 3 odc.              |
| 2007–2008  | The Riches                           | Di Di Malloy                  | gł. obsada, 20 odc. |
| 2009       | Limelight                            | Zoe Green                     | film TV             |
| 2009       | Ostry dyżur                          | Kelly Taggart                 | 2 odc.              |
| 2010–2014  | Dorastająca nadzieja                 | Sabrina Collins               | gł. obsada, 88 odc. |
| 2016, 2018 | Westworld                            | Elsie Hughes                  | gł. obsada, 13 odc. |